# Ugo d'Este

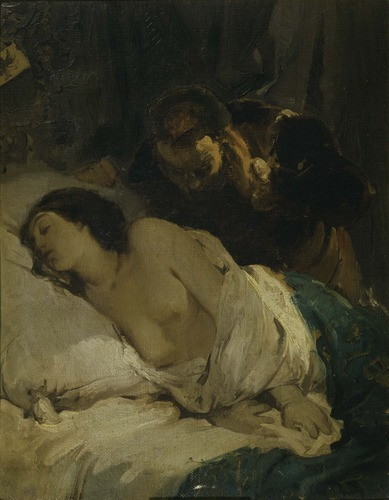
Giuseppe Bertini: Parisina Malatesta

Ugo d'Este, conosciuto anche col nome di Ugo Aldobrandino (Ferrara, 17 novembre 1405 – Ferrara, 21 maggio 1425), era figlio naturale del marchese di Ferrara Niccolò III d'Este e dell'amante Stella de' Tolomei.

## Biografia
Ugo D'Este nacque il 17 novembre 1405. Gli altri figli illegittimi di Niccolò avuti con Stella furono: Leonello (1407-1450) e Borso (1413 - 1471), entrambi futuri sovrani di Ferrara.
Sebbene fosse illegittimo, era destinato a succedere al padre Niccolò; conduceva una vita fatta di lussi e di spese ingenti rispetto ai fratelli minori.
Non avendo il padre mai sposato sua madre, Ugo all'inizio trattò con freddezza la sua giovane matrigna Parisina Malatesta (1404-1425), quasi sua coetanea. Tra il marchese e Parisina, sposata a Ravenna nel 1414, la differenza d'età era infatti notevole: quasi vent'anni.
Nel 1424, durante un viaggio in cui il padre gli ordinò di accompagnare la consorte, nacque invece una relazione con la giovane; rapporto che andò avanti anche quando i due fecero ritorno a Ferrara.
I luoghi in cui gli amanti potevano incontrarsi indisturbati erano le cosiddette delizie di Belfiore, Fossadalbero e Quartesana.
Altre fonti descrivono un diverso incontro della coppia: per sfuggire alla peste nel 1423 Parisina si rifugiò nel castello di Fossadalbero scortata dal figliastro e lì, nella piccola residenza, sarebbe iniziato il loro legame..
L'ancella Zoese riferì della tresca a Niccolò il quale spiò gli amanti e, dopo un sommario processo, li fece imprigionare nel castello dove poi furono giustiziati mediante decapitazione il 21 maggio 1425.
Dopo la tragica scomparsa di Ugo, fu suo fratello minore Leonello d'Este, anch'egli figlio di Stella, a succedere al padre.

## Ascendenza
|                      |     |                    | Genitori       |  |  | Nonni |  |  | Bisnonni          |  |  | Trisnonni              |  |
|                      |     |                    |                |  |  |       |  |  | Obizzo III d'Este |  |  | Aldobrandino II d'Este |  |
|                      |     |                    |                |  |  |       |  |  | Obizzo III d'Este |  |  | Aldobrandino II d'Este |  |
|                      |     | Alda Rangoni       |                |  |  |       |  |  | Obizzo III d'Este |  |  |                        |  |
| Alberto V d'Este     |     |                    |                |  |  |       |  |  | Obizzo III d'Este |  |  |                        |  |
|                      |     | Lippa Ariosti      | Jacopo Ariosti |  |  |       |  |  |                   |  |  |                        |  |
|                      |     | Lippa Ariosti      | Jacopo Ariosti |  |  |       |  |  |                   |  |  |                        |  |
|                      |     | Lippa Ariosti      | …              |  |  |       |  |  |                   |  |  |                        |  |
| Niccolò III d'Este   |     | Lippa Ariosti      |                |  |  |       |  |  |                   |  |  |                        |  |
|                      |     | Alberto Albaresani | …              |  |  |       |  |  |                   |  |  |                        |  |
|                      |     | Alberto Albaresani | …              |  |  |       |  |  |                   |  |  |                        |  |
|                      |     | Alberto Albaresani | …              |  |  |       |  |  |                   |  |  |                        |  |
| Isotta Albaresani    |     | Alberto Albaresani |                |  |  |       |  |  |                   |  |  |                        |  |
|                      |     | ...                | …              |  |  |       |  |  |                   |  |  |                        |  |
|                      |     | ...                | …              |  |  |       |  |  |                   |  |  |                        |  |
|                      |     | ...                | …              |  |  |       |  |  |                   |  |  |                        |  |
| Ugo d'Este           |     | ...                |                |  |  |       |  |  |                   |  |  |                        |  |
|                      | ... | …                  |                |  |  |       |  |  |                   |  |  |                        |  |
|                      | ... | …                  |                |  |  |       |  |  |                   |  |  |                        |  |
|                      | ... | …                  |                |  |  |       |  |  |                   |  |  |                        |  |
| Giovanni de' Tolomei | ... |                    |                |  |  |       |  |  |                   |  |  |                        |  |
|                      |     | ...                | …              |  |  |       |  |  |                   |  |  |                        |  |
|                      |     | ...                | …              |  |  |       |  |  |                   |  |  |                        |  |
|                      |     | ...                | …              |  |  |       |  |  |                   |  |  |                        |  |
| Stella de' Tolomei   |     | ...                |                |  |  |       |  |  |                   |  |  |                        |  |
|                      |     | ...                | …              |  |  |       |  |  |                   |  |  |                        |  |
|                      |     | ...                | …              |  |  |       |  |  |                   |  |  |                        |  |
|                      |     | ...                | …              |  |  |       |  |  |                   |  |  |                        |  |
| ...                  |     | ...                |                |  |  |       |  |  |                   |  |  |                        |  |
|                      |     | ...                | …              |  |  |       |  |  |                   |  |  |                        |  |
|                      |     | ...                | …              |  |  |       |  |  |                   |  |  |                        |  |
|                      |     | ...                | …              |  |  |       |  |  |                   |  |  |                        |  |
|                      |     | ...                |                |  |  |       |  |  |                   |  |  |                        |  |

## Nella cultura di massa
- "Parisina" (1816), poema di George Gordon Byron
- "Parisina d'Este" (1833), opera in tre atti di Gaetano Donizetti
- "Parisina" (1835), tragedia in cinque atti di Antonio Somma
- "Parisina" (1842), quadro del pittore inglese Thomas Jones Barker
- "La Parisina" (1878), opera in quattro atti di Tomás Giribaldi[8]
- "Parisina" (1913), tragedia in tre atti di Pietro Mascagni

Leopardi fa inoltre narrare la vicenda al fantasma di Ugo stesso nel canto II della sua cantica "Appressamento della morte" (1816).